# Torre de Cala Salionç
La Torre de Cala Salionç o Agulla de Pola és un edifici del municipi de Tossa de Mar (Selva). Situada al cim del promontori de roca de Pola queden les restes vivents d'una torre de guaita de planta semicircular, amb una petita protuberància que aflorava en la part frontal, i que podríem datar del segle xvi. Simultàniament la torre es fonamentaria sobre una altra fortificació de planta quadrangular, molt més antiga que ella i que hauríem de datar a mitjans del segle x, entorn del 966. Forma part de l'Inventari del Patrimoni Arquitectònic de Catalunya.

## Descripció
La torre estava ubicada en un punt estratègic i defensiu vital, ja que permetia establir contacte visual directa amb el castell de Tossa - avui far-. Això permet arribar a una doble conclusió: per una banda, els emplaçaments on s'ubicaven aquests eixos defensius no eren escollits a l'atzar, sinó que eren absolutament premeditats i estudiats. Mentre que per l'altra, aquests sistemes defensius eren programats per al compliment d'una doble finalitat defensiva i de vigilància.

## Història
Ja el 966, al puig o roca de Pola hi havia construccions, segurament de caràcter defensiu i de guaita. I és que una roca era primerament això: un emplaçament natural amb valor estratègic, un niu d'àligues fàcilment defensable i molt apropiat per a bastir-hi fortificacions o castells. Amb molta probabilitat, la roca de Pola, a més de tenir una finalitat defensiva i de vigilància, assegurava la defensa i protecció dels tossencs en la part nord-est del terme. El 1218, apareix amb el nom prou significatiu, de puig de Guàrdia Pola (podium de Guarda Pola) en l'establiment d'una gran extensió boscosa situada a llevant del terme de Tossa.
Així, la roca de Pola (ss.X_XI), amb el Castell de Sant Joan de Lloret de Mar (1079) i el Castell de Sant Joan de Blanes o del Forcadell (1001), situats a la frontera marítima, eren els punts més avançats del poblament selvatà. No sembla que al segle X hi hagués altres construccions, com podien ser torres de guaita, a la costa de Tossa. En l'actualitat Agulla de Pola ha esdevingut senyal Geodèsic de l'Institut Cartogràfic de Catalunya, amb el número de registre 308-109-017.